# Las Cuevas
Las Cuevas is een plaats in het Argentijnse bestuurlijke gebied Las Heras (departement) in de provincie Mendoza. De plaats telt 7 inwoners.